# Шан Тан
Тан (кит. трад.: 湯; помер 1646 до н. е.) — засновник і перший правитель Китаю з династії Шан. Він здолав Цзє, отсаннього правителя з династії Ся.

## Правління
Тан правив державою Шан, одним з багатьох володінь під сюзеренітетом династії Ся, впродовж 17 років. За часів правління Цзє, Шан набирав могутності, поступово завойовуючи володіння інших васалів Ся. Він зумів підкорити близько 40 менших володінь. Тан закликав своїх підданих до повалення влади Ся, зазначаючи, що навіть генерали Цзє відмовляються виконувати його накази.
У 15-й рік правління Цзє Тан виступив на столицю Ся. За два роки Тан відрядив свого міністра Ї-їня до двору Цзє. Ї пробув у столиці Ся близько трьох років, перш ніж повернутись у Шан.
Тим часом могутність Шан продовжувала зростати. В 26-й рік правління Цзє Тан захопив місто Вен. В той же час володіння Шан зазнавали нападів з боку своїх сусідів, тому Тан був змушений вести боротьбу на кілька фронтів. Втім невдовзі армія Шан завдала нищівної поразки війську Ся, в результаті чого на зміну володарювання однієї династії прийшла інша на чолі з Шан Таном.
Часи правління Тана вважаються гарним періодом китайської історії. Новий володар знизив податки та зменшив армію. Його влада сягнула берегів Жовтої річки, новою столицею держави стало місто Аньян.